# Carl Emanuel Bexell
Carl Emanuel Bexell, född 21 mars 1786 i Villstad, Småland, död 12 mars 1873 i Smålands Rydaholm, var en svensk präst, författare och banbrytare inom nykterhetsrörelsen i Sverige. Bror till Sven Peter Bexell. Han var gift med Anna Cecilia  Sager (1798–1876), dotter till bruksförvaltaren på Nissafors Daniel  Sager (1763–1819) och Clara Christina Kjellerstedt (1774–1856).
Han blev filosofie magister i Lund 1811, filosofie jubelmagister 1862 och teol. dr 1868. riksdagsman 1841. Han var präst i Jönköping och redaktör för Jönköpings tidning 1816-18, kyrkoherde i Rydaholm från 1825, hedersprost 1833 och kontraktsprost från 1857. Han var bland annat hedersledamot av Svenska nykterhetssällskapet och erhöll 1814 Svenska akademiens andra guldpenning.
Under 1800-talets första decennier ökade till följd av husbehovsbränningen spritkonsumtionen kraftigt i Sverige. Bexells arbete för den svenska nykterheten startade redan 1813 med skriften Huru skall det omåttliga begäret för Brännvins nyttjande, särdeles bland Allmogen och den uppväxande ungdomen kunna efter hand om ej alldeles förtagas, dock så mycket möjligt är inskränkas till ett måttligt bruk? (tryckt 1814, ny upplaga 1832). Rubriken var formulerad av Samfundet Pro Fide et Christianismo i en tävling på detta tema, där han vann första pris.
Bexell uttalade sig om fylleriet på ett sätt som föregriper alla senare nykterhetstal, där spritens förödande verkan beskrivs. Han framträdde som absolutist och förbudsvän, men insåg ändå att nykterhetsarbetet måste börja med måttlighetstanken. Som nykterhetsivrare tillhör han alltså generationen före den kände Peter Wieselgren och de båda kom med tiden att samverka.
År 1828 bildade Bexell den första nykterhetsföreningen i Sverige. I Rydaholm tog han då initiativet till en nykterhetsförening för barn, då han förmådde föräldrarna att förbinda sig att avhålla barn och ungdomar från att dricka alkohol före konfirmationsåldern. Han avskaffade samma år seden att brudpar på tredje lysningsdagen skulle bjuda på sprit på kyrkbacken. År 1831 grundade han i Rydaholm, också det först i landet, en nykterhetsförening för ungdomar grundad på personlig avsägelse av alkohol, liksom en likadan förening för vuxna. 1838 hade föreningen ca 2000 medlemmar, 2/3 av socknens invånare. År 1839 avlades nykterhetslöfte av alla unga män från Rydaholm som mönstrade till beväring. Stort inflytande på opinionen fick hans samma år utgivna folkskrifter Drinkarens Fader vår och Det nya julbordet.
År 1841 beslöt sockenstämman i Rydaholm under Bexells ledning att all brännvinsbränning i Rydaholm skulle avskaffas och när lagen emot husbehovsbränning infördes 1855 var sådan verksamhet redan i stort sett avskaffad där. När han valdes till riksdagsman 1841, var han den förste präst som kom in i riksdagen på ett nykterhetsprogram. Som nykterhetsivrare var han kritiserad av biskop Esaias Tegnér, som motsatte sig hans inval i riksdagen och som i dikten "Kronbruden" låter honom framträda under namnet "Herr Torr" (Virdestam).
Bexell utgav ett stort antal böcker och skrifter i nykterhetsfrågan, däribland Om nykterhetssakens förbindelse med allmän menniskobildning (1840), men också bland annat uppbyggelseskrifter och predikningssamlingar.